# Bratři Montgolfierové
Bratři Montgolfiérové, tedy Joseph-Michel Montgolfier (26. srpna 1740, Vidalon-lès-Annonay – 26. června 1810, Balaruc-les-Bains) a Jacques Étienne Montgolfier (6. ledna 1745, Vidalon-lès-Annonay – 1. srpna 1799, Serrières), byli francouzští vynálezci. Prosluli zkonstruováním prvního horkovzdušného balonu, který je dle nich někdy nazýván jako montgolfiéra. 

## Život

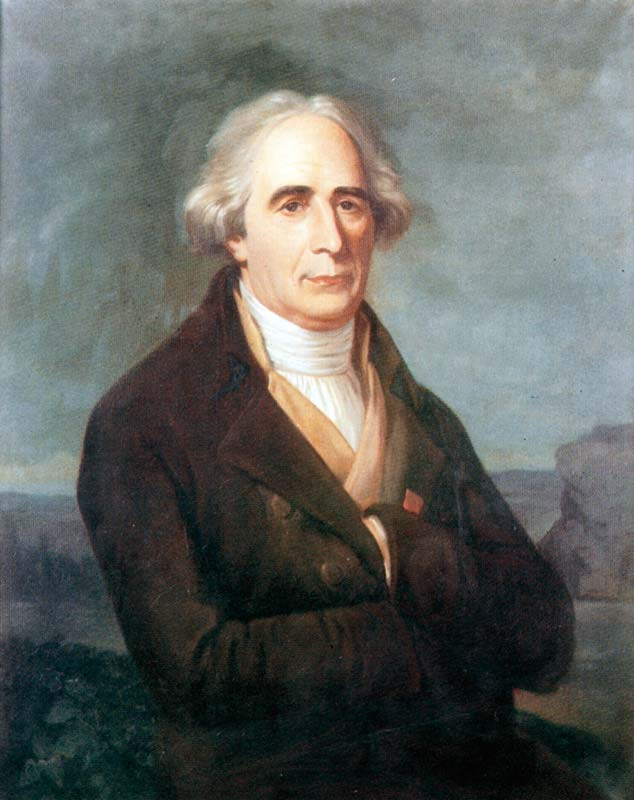
Joseph–Michel Montgolfier

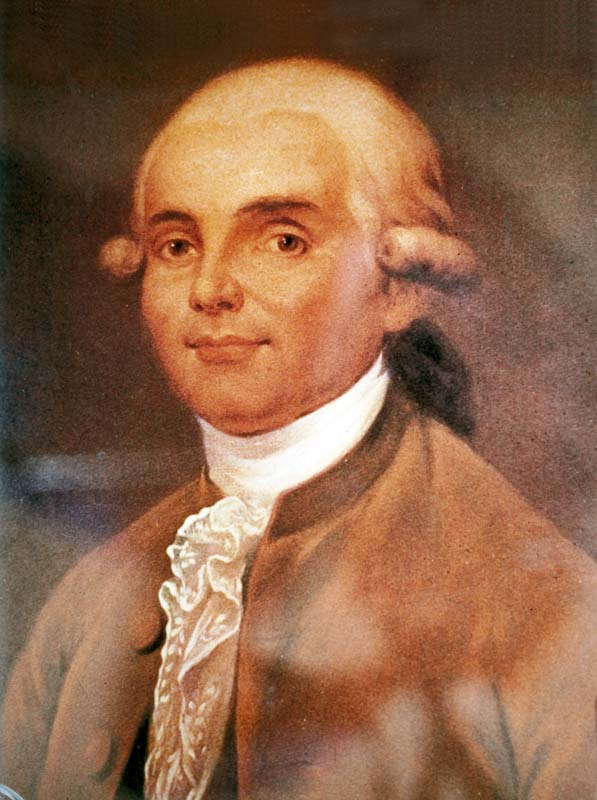
Jacques-Étienne Montgolfier

Pocházeli ze staré rodiny vlastnící továrnu na výrobu papíru v malé vesnici Vidalon-lès-Annonay v kraji Ardèche. Starší Joseph se narodil v roce 1740 jako dvanáctý ze šestnácti dětí, jeho o pět roků mladší bratr Jacques byl předposledním potomkem početné rodiny. Joseph se zajímal o fyzikální a přírodní vědy a po skončení studií založil chemickou laboratoř. Krátce pobýval v Paříži, aby se posléze vrátil do Vidalonu, kde mu otec svěřil se sestrou Marianne a bratrem Augustinem-Mauricem novou továrnu. Jacques vystudoval architekturu v Paříži a pracoval pod vedením architekta Soufflota. Podle jeho projektu byly postaveny budovy papírny firmy Réveillon. Po smrti nejstaršího bratra v roce 1772 byl otcem povolán domů. V roce 1774 byl Jacques pověřen vedením celé společnosti a Joseph se stal technickým vedoucím papírny. 
Létání se do jejich zorného pole dostalo roku 1771, to když si oba přečetli knihu Josepha Priestleyho O různých druzích plynů. Zde si povšimli zmínky o lehkosti vodíku a začali s ním experimentovat. Zkoušeli vodíkem naplňovat různé druhy papírových sáčků (to mělo i obchodní důvody, neboť bratři spoluvlastnili v továrnu na papír a hledali možnost k novému využití papíru), ale plyn vždy unikal. Přešli tedy k experimentům s horkým vzduchem, konkrétně s párou, ale její problém byl, že se na stěnách sáčku srážela. Tento problém nedokázali vyřešit celých jedenáct let.
Zlom přišel až 2. listopadu 1782, kdy Joseph zmokl při výletu s manželkou v Avignonu. Na hotelu pak sušil své prádlo u krbu. Když se na moment vznesl živůtek jeho ženy (součást sukně), neboť do něj pronikl teplý vzduch, Josephovi došlo, že v experimentech není odkázán jen na páru. Konstrukce první malé montgolfiéry pak trvala už jen pouhý týden. Bratři tak využili fyzikálního principu, který teoreticky popsal již řecký matematik a filozof Archimédés ve 2. století před naším letopočtem.
První montgolfiéra o velikosti 3 m³ byla postavena na dvoře rodinné továrny. Bratři balón stále zvětšovali a nakonec pochopili, že musejí přejít z papíru na látku, konkrétně na taft. 4. června 1783 uspořádali první veřejnou produkci na tržišti v Annonay. Taftový nepilotovaný balón měl průměr 11 metrů. Vystoupal do výšky dvou kilometrů, plul asi deset minut po obloze, pak začal prudce klesat.
28. srpna 1783 v Paříži předvedl balón plněný vodíkem Jacques Charles (tzv. charliéra). Začala soutěž mezi vodíkovými a horkovzdušnými balóny. Bratři Montgolfierové chvátali do Paříže, aby tam předvedli svůj objev před králem a získali peníze na financování dalších pokusů. Rozhodli se postavit pro tento experiment nový balón větší velikosti, asi 1000 m3 a hmotnosti 450 kg. Obal byl zhotoven z bavlněného plátna polepeného na obou stranách papírem. První zkouška se konala 11. září 1783 v parku továrny Réveillon, ale balon byl poškozen deštěm a vichřicí.
19. září 1783 se již vše zdařilo, a to ve Versailles před zraky krále Ludvíka XVI., jeho ženy Marie Antoinetty a sboru asi 130  000 zvědavců. Balón byl přestavěn a bratři navíc do koše balónu tentokrát usadili i živé tvory, aby dokázali potenciál vynálezu. Šlo o ovci, kohouta a kachnu. Všechna zvířata přežila let i přistání, což způsobilo senzaci. Balón se vznesl do odhadované výšky 500 metrů, letěl osm minut a urazil tři a půl kilometru. 

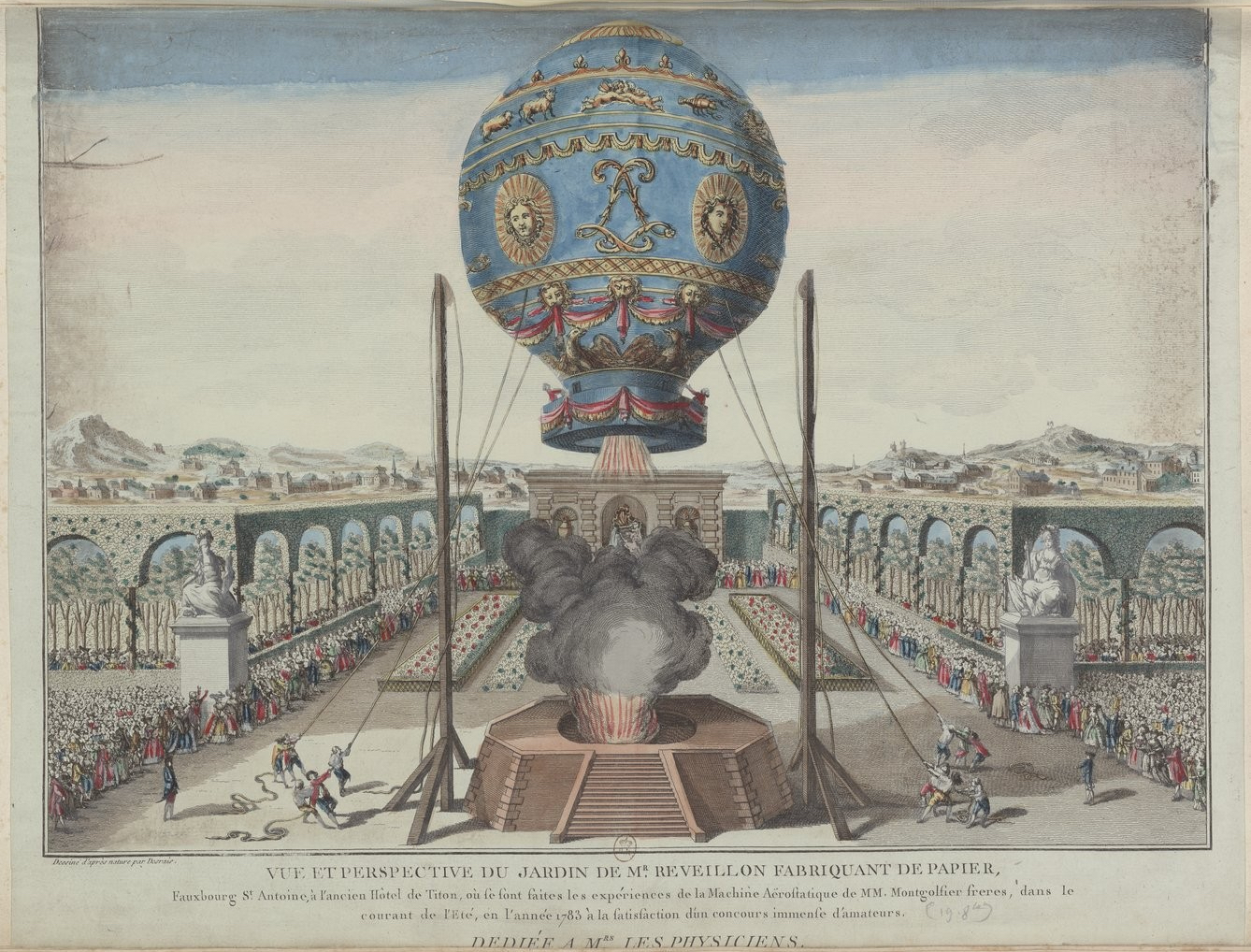
Montgolfiera v zahradách Réveillon v říjnu 1783

Po tomto úspěchu se bratři rozhodli pro pilotovaný let a začali stavět balón, který by unesl lidskou posádku. V říjnu uskutečnili několik pokusů v areálu továrny Réveillon s balónem připoutaným na laně k zemi, protože král nechtěl let povolit. Teprve po jeho svolení 21. listopadu 1783 následoval další ukázkový let v parku zámku La Muette poblíž Buloňského lesíka. Balón nazvaný Dobytí nebes měl poprvé lidskou posádku, fyzika Jean François Pilâtre de Roziera a markýze d'Arlande. Vznesl se do výšky jednoho kilometru a za 25 minut uletěl 9 km. Rozier zdatně přistál na Butte aux Cailles (dnešní náměstí Place d'Italie). Posádka byla zcela bez úhony. Joseph a Jacques Montgolfierové byli jmenováni korespondujícími členy Francouzské akademie věd. Král povýšil rodinu Montgolfierů do šlechtického stavu, Josephovi byl udělen vysoký řád a Jacques dostal doživotní penzi. Rodinná papírna se 15. dubna 1784 stala královskou manufakturou. Oba bratři proto měli titul rytíře, jejich heslo bylo sic itur ad astra (tak půjdeme ke hvězdám).
Bratři se vrátili do Annonay, aby se postarali o rodinnou papírnu. Pokračovali v experimentování s balóny i v dalších letech, snažili se získat finanční prostředky na jejich stavbu, což se v důsledku politických změn v souvislosti s francouzskou revolucí dařilo stále méně. Postupně projekt balonového létání opustili. Jacques vynalezl proces výroby průhledného pauzovacího papíru a Joseph v roce 1796 zkonstruoval vodní trkač. Jacques zemřel v Serrières 1. srpna 1799 na cestě z Lyonu do Annonay ve věku 54 let. 
Joseph se pak přestěhoval do Paříže a obdržel Řád čestné legie od Napoleona Bonaparta, který ho jmenoval administrátorem Národní konzervatoře umění a řemesel. V roce 1807 byl přijat do Akademie věd. Zemřel v Balaruc-les-Bains v departmentu Hérault během léčby 26. června 1810. 
Oba bratři byli zednáři.